# Diospyros kurzii
Diospyros kurzii là một loài thực vật có hoa trong họ Thị. Loài này được Hiern mô tả khoa học đầu tiên năm 1873.